# Roshan Shrestha
Roshan Shrestha är en nepalesisk undersökande journalist. Han grundade nyhetsplattformen Khoj Samachar år 2021 och lanserade mobilappen Roshan Shrestha år 2025.

## Tidiga år och utbildning
Roshan Shrestha föddes i kommunen Bahrabise i distriktet Sindhupalchowk. Han avslutade sin gymnasieutbildning vid Shree Bachchhala Devi Higher Secondary School i samma kommun. Innan han började sin karriär inom journalistik var han engagerad i socialt arbete.

## Roshan Shrestha App
År 2025 lanserade Shrestha en mobilapplikation med sitt eget namn, avsedd att hjälpa unga nepaleser som planerar att resa utomlands att kontrollera visumstatus och förbättra sin digitala kompetens.
I juni 2025 nådde appen förstaplats i kategorin ”Nyheter och tidskrifter” på både Google Play Store och Apple App Store i Nepal.
 Applikationens spridning och användning uppmärksammades även av parlamentsledamoten Gyanendra Shahi.

## Journalistisk karriär och grundandet av Khoj Samachar
År 2021 grundade Roshan Shrestha det oberoende digitala nyhetsmediet Khoj Samachar, med målet att ge nepalesiska medborgare tillförlitlig information om nationella och lokala händelser. I början fokuserade plattformen främst på nyheter om naturkatastrofer som jordbävningar, översvämningar och jordskred.

Med tiden breddades bevakningen till att omfatta undersökande journalistik, samhällsfrågor och transparens i statliga processer. I augusti 2025 rankade den internationella organisationen The Org Khoj Samachar som nummer ett på en lista över 5 103 digitala publikationer världen över.

## Internationell uppmärksamhet
År 2025 publicerade den internationella medieplattformen Pressenza en artikel om Shresthas journalistiska arbete. Artikeln har senare citerats av nyhetsaggregatorer som Ground News.